# سیوداد رئال مادرید
سیوداد رئال مادرید (به اسپانیایی: Ciudad Real Madrid؛ شهر رئال مادرید) نامی است که به مجموعه تمرینی رئال مادرید داده شده‌است که در خارج از مادرید در والدبباس در نزدیکی فرودگاه باراخاس واقع شده‌است. همچنین با میزبانی آکادمی جوانان باشگاه، که به‌طور مفهومی به‌عنوان لا فابریکا شناخته می‌شود، این مرکز جایگزین سیوداد دپورتیوا (به اسپانیایی: Sports City) قدیمی شد که تا سال ۲۰۰۳ مورد استفاده قرار می‌گرفت.
فروش سیوداد دپورتیوا، تحت نظارت فلورنتینو پرز، رئیس باشگاه رئال مادرید، منجر به درآمد حدوداً ۴۸۰ میلیون یورویی رئال شد. این مجموعه با نام مستعار شناخته شده‌است و بازیکنان، مربیان و کارکنان باشگاه با نام والدبباس (بالده به باهس) شناخته می‌شوند و از ناحیه شهر که مجموعه در آن قرار دارد نامگذاری شده‌است. این مرکز آموزشی که در سال ۲۰۰۵ افتتاح شد، شامل دفاتر آکادمی، اتاق‌های تجهیزات، اتاق‌های سمعی و بصری، یک مرکز توانبخشی و پزشکی (شامل اتاق‌های معاینه، اتاق‌های درمان، امکانات و تجهیزات توانبخشی اضافی، و یک آب درمانی است. مرکز شامل استخرهای گرم و خنک، یک فرورفتگی سرد، و یک استخر موج مقاومتی طولانی اما باریک) و امکانات آموزشی، و همچنین ۱۲ و یک سوم زمین - سه زمین چمن مصنوعی با اندازه کامل و چهار زمین چمن طبیعی کامل برای جوانان و برای تیم اول یک سوم زمین چمن مصنوعی کامل و سه زمین چمن طبیعی کامل. سیوداد رئال مادرید همچنین شامل استادیوم آلفردو دی استفانو است که در آن رئال مادرید کاستیا (تیم ذخیره رئال مادرید) مسابقات خانگی خود را برگزار می‌کند.
ساختمان مسکونی تیم اول رئال مادرید در شهر ورزشی رئال مادرید ۸۳۰۰ متر مربع وسعت دارد و دارای ۵۷ اتاق است که در طبقات اول و دوم پخش شده‌اند که هر کدام دارای فضای استراحت و تراس خاص خود هستند. این ساختمان همچنین دارای یک سینما، یک اتاق غذاخوری با ظرفیت ۵۴ نفر، یک استراحتگاه مشترک، یک استخر کنترل آب و هوا، پذیرش، دو اتاق مهمان و چندین تراس مشترک است.
محل اقامت تیم جوانان برای زندگی بازیکنانی که خانواده‌هایشان در مادرید زندگی نمی‌کنند اختصاص داده شده‌است. این هتل دارای ۴۰ اتاق دو نفره است که هر کدام دارای بالکن و حمام اختصاصی، یک اتاق غذاخوری مشترک، فضای استراحت مشترک، و کلاس‌های درس برای تحصیلات آکادمیک مربوط به گروه‌های سنی مربوطه است که بعدازظهرها برگزار می‌شود. بازیکنان میان ۱۰ تا ۱۸ سال در ساختمان مسکونی تیم جوانان ساکن هستند.
در اواسط فصل ۱۶–۲۰۱۵، بخش بسکتبال رئال مادرید نیز با امکانات ورزشی خود در والدبباس فراهم شد. یک غرفه آموزشی جدید با چهار مسیر قابل استفاده همزمان ساخته شد، یکی برای تیم اول و بقیه برای تیم‌های میدانی. سیوداد رئال مادرید در مجموع ۱٫۲ میلیون متر مربع مساحت دارد که تا سال ۲۰۱۷ تنها ۲۷۰٬۰۰۰ متر مربع از آن ساخته شده‌است.